# Eunidiella pilosa
Eunidiella pilosa är en skalbaggsart som beskrevs av Stefan von Breuning 1940. Eunidiella pilosa ingår i släktet Eunidiella och familjen långhorningar. Inga underarter finns listade i Catalogue of Life.